# Liechtenstein Unihockey
Liechtenstein Unihockey (LUHV) ist der Sportverband, der Unihockey in Liechtenstein vertritt. Da der UHC Schaan zurzeit der einzige liechtensteinische Unihockeyverein ist, vertritt dieser gleichzeitig auch Liechtenstein Unihockey. Der Verband wurde am 25. Juni 1987 gegründet und ist Mitglied im Liechtenstein Olympic Committee (LOC), bei der International Floorball Federation (IFF, seit 2005) und als Sonderfall auch beim Schweizer Dachverband Swiss Unihockey, in dessen Meisterschaftsbetrieb der UHC Schaan spielt.
An internationalen Wettbewerben wird Liechtenstein von der Liechtensteinischen Unihockeynationalmannschaft vertreten. Eine Damennationalmannschaft wurde bisher mangels geeigneter Spielerinnen noch nicht gegründet.